# 創元ファンタジイ新人賞
創元ファンタジイ新人賞（そうげんファンタジイしんじんしょう）は、東京創元社が主催していた長編ファンタジイ作品を対象とした公募新人文学賞。2014年4月、東京創元社の創立60周年を記念して募集を開始。賞金は印税全額。受賞作は東京創元社から刊行された。
当初は一回限りの賞とする予定だったが、予想を大きく上回る応募が寄せられたため、継続されて回を重ねることとなった。創元推理文庫創刊60周年の節目に当たる第5回の実施をもって休止された。

## 選考委員
- 第1回 - 第5回：井辻朱美、乾石智子、三村美衣

## 受賞作一覧
| 回                         | 応募数 | 賞             | 受賞作                         | 受賞者       | 刊行                      |
| -------------------------- | ------ | -------------- | ------------------------------ | ------------ | ------------------------- |
| 第1回（2015年7月28日発表） | 226編  | 正賞           | 該当作なし                     | 該当作なし   | 該当作なし                |
| 第1回（2015年7月28日発表） | 226編  | 選考委員特別賞 | 影王の都                       | 羽角曜       | 2016年3月（創元推理文庫） |
| 第1回（2015年7月28日発表） | 226編  | 優秀賞         | 玉妖綺譚                       | 真園めぐみ   | 2016年5月（創元推理文庫） |
| 第1回（2015年7月28日発表） | 226編  | 優秀賞         | 魔導の系譜                     | 佐藤さくら   | 2016年7月（創元推理文庫） |
| 第2回（2017年1月24日発表） | 152編  | 正賞           | 宝石鳥                         | 鴇澤亜妃子   | 2017年8月（単行本）       |
| 第2回（2017年1月24日発表） | 152編  | 優秀賞         | ぬばたまおろち、しらたまおろち | 白鷺あおい   | 2017年9月（創元推理文庫） |
| 第3回（2018年1月31日発表） | 153編  | 正賞           | 該当作なし                     | 該当作なし   | 該当作なし                |
| 第3回（2018年1月31日発表） | 153編  | 佳作           | 忘却城                         | 鈴森琴       | 2019年2月（創元推理文庫） |
| 第4回（2019年2月1日発表）  | 140編  | 正賞           | 星砕きの娘                     | 松葉屋なつみ | 2019年8月（単行本）       |
| 第4回（2019年2月1日発表）  | 140編  | 優秀賞         | 水使いの森                     | 庵野ゆき     | 2020年3月（創元推理文庫） |
| 第5回（2020年1月31日発表） | 132編  | 正賞           | 該当作なし                     | 該当作なし   | 該当作なし                |
| 第5回（2020年1月31日発表） | 132編  | 佳作           | ヴェネツィアの陰の末裔         | 上田朔也     | 2022年4月（創元推理文庫） |